# Cerodontha fulva
Cerodontha fulva är en tvåvingeart som beskrevs av Spencer 1977. Cerodontha fulva ingår i släktet Cerodontha och familjen minerarflugor. Inga underarter finns listade i Catalogue of Life.